# Parsons Green metróállomás
A Parsons Green a londoni metró egyik állomása a 2-es zónában, a District line érinti.

## Története
Az állomást 1880. március 1-jén adták át a District Railway részeként.

## Forgalom
| Járat | Útvonal | Gyakoriság    |
| ----- | --- | ------------- |
|       | (Barking – East Ham – Upton Park – Plaistow – West Ham – Bromley-by-Bow – Bow Road – Mile End – Stepney Green – Whitechapel – Aldgate East –) Tower Hill – Monument – Cannon Street – Mansion House – Blackfriars – Temple – Embankment – Westminster – St. James’s Park – Victoria – Sloane Square – South Kensington – Gloucester Road – Earl’s Court – West Brompton – Fulham Broadway – Parsons Green – Putney Bridge – East Putney – Southfields – Wimbledon Park – Wimbledon | 10 percenként |
|       | Edgware Road – Paddington – Bayswater – Notting Hill Gate – High Street Kensington – Earl’s Court – West Brompton – Fulham Broadway – Parsons Green – Putney Bridge – East Putney – Southfields – Wimbledon Park – Wimbledon | 10 percenként |

## Átszállási kapcsolatok
| Állomás       | Átszállási kapcsolatok                                                                         |
| ------------- | ---------------------------------------------------------------------------------------------- |
| Parsons Green | 300 méter séta: helyi buszok (Parsons Green Lane Fulham Library, Parsons Green New Kings Road) |

## Fordítás
- Ez a szócikk részben vagy egészben  a   Parsons Green tube station című angol Wikipédia-szócikk fordításán alapul.  Az eredeti cikk szerkesztőit annak laptörténete sorolja fel. Ez a jelzés csupán a megfogalmazás eredetét és a szerzői jogokat jelzi, nem szolgál a cikkben szereplő információk forrásmegjelöléseként.